# Rumont (Sena y Marne)
 Rumont  es una comuna y población de Francia, en la región de Isla de Francia, departamento de Sena y Marne, en el distrito de Fontainebleau y cantón de La Chapelle-la-Reine.
No está integrada en ninguna Communauté de communes u organismo similar.

## Demografía
| 276 | 273 | 265 | 240 | 253 | 262 | 246 | 262 | 255 | 267 | 276 | 278 | 250 | 248 | 246 | 251 | 231 | 229 | 222 | 204 | 184 | 190 | 172 | 166 | 141 | 158 | 124 | 95 | 103 | 105 | 110 | 124 | 127 |
| Para los censos de 1962 a 1999 la población legal corresponde a la población sin duplicidades (Fuente: INSEE [Consultar]) |     |     |     |     |     |     |     |     |     |     |     |     |     |     |     |     |     |     |     |     |     |     |     |     |     |     |    |     |     |     |     |     |